# Resolució 755 del Consell de Seguretat de les Nacions Unides
La Resolució 755 del Consell de Seguretat de les Nacions Unides, aprovada el 20 de maig de 1992 després d'examinar l'aplicació de República de Bòsnia i Hercegovina per a ser membre de les Nacions Unides, el Consell va recomanar a l'Assemblea general que República de Bòsnia i Hercegovina fos admesa. La recomanació es va produir enmig de la Dissolució de Iugoslàvia.